# Třída Bonifaz
Třída Bonifaz (též třída F110) je vyvíjená třída univerzálních fregat španělského námořnictva. Plavidla ve službě nahradí šestici univerzálních fregat třídy Santa María (F80). Španělské označení plavidla je Buque de Superficie de la Armada. Fregaty budou větší než oceánské hlídkové lodě Buque de Acción Marítima a menší než protiletadlové fregaty třídy Álvaro de Bazán.

## Pozadí vzniku
Program vývoje fregat třídy Bonifaz byl oficiálně zahájen v srpnu 2015 kontraktem na vývoj integrovaného senzorového stožáru, ale první koncepční práce proběhly už v roce předcházejícím. Dne 14. prosince 2018 španělská vláda odsouhlasila program stavby pěti fregat třídy Bonifaz v hodnotě 4,32 miliardy Euro. Stavbu má provést loděnice Navantia ve Ferrolu. Oficiální kontrakt na stavbu pěti fregat byl loděnici zadán 23. dubna 2019. Slavnostní první řezání oceli na prototypovou jednotku Bonifaz proběhlo 6. dubna 2022 za přítomnosti premiéra Pedra Sáncheze. První řezání oceli na druhou jednotku proběhlo 16. prosince 2023. Stavba druhého plavidla se tak dostala do čtyřměsíčního předstihu oproti harmonogramu.
Jednotky třídy Bonifaz:
| Jméno                      | První řezání oceli | Založení kýlu  | Spuštěna | Vstup do služby | Status    |
| -------------------------- | ------------------ | -------------- | -------- | --------------- | --------- |
| Bonifaz (F-111)            | 6. dubna 2022      | 9. srpna 2023  |          |                 | ve stavbě |
| Roger de Lauria (F-112)    | 16. prosince 2023  | 25. dubna 2025 |          |                 | ve stavbě |
| Menéndez de Avilés (F-113) | 25. dubna 2025     |                |          |                 | ve stavbě |
| Luis de Córdova (F-114)    |                    |                |          |                 | objednána |
| Barceló (F-115)            |                    |                |          |                 | objednána |

## Konstrukce
Fregaty Budou vybaveny americkým radarem AN/SPY-7(V)1 kategorie AESA. Detekci ponorek zajistí integrovaný systém od společnosti Thales: komunikační systém TUUM-6, digitální akustický systém BlueScan, trupový sonar BlueMaster (UMS 4110) a vlečný sonar CAPTAS 4C. Senzory budou integrovány do španělského bojového řídícího systému SCOMBA od společnosti Navantia. Přesné složení výzbroje nebylo zveřejněno. Fregaty ponesou jeden 127mm/64 LW kanón schopný využívat munici Vulcano od společnosti Leonardo a dále dva 30mm kanóny. Údernou výzbroj představuje osm protilodních střel Naval Strike Missile. Budou vybaveny 16 vertikálními sily Mk.41, do kterých bude možné umístit protiletadlové řízené střely Standard SM-2MR, nebo čtyřnásobný počet střel RIM-162 ESSM. Protiponorkovou výzbrojí budou dva trojhlavňové 324mm protiponorkové torpédomety Mk.32. Na zádi bude přistávací plocha a hangár pro jeden vrtulník. Pohonný systém je koncepce CODLAG. Tvoří ho čtyři dieselgenerátory Navantia-MTU 20V 4000 M53B, jednu plynovou turbínu General Electric LM2500 a dva elektromotory Ingeteam, pohánějící dva lodní šrouby se stavitelnými lopatkami KaMeWa. Nejvyšší rychlost přesáhne 25 uzlů. Dosah bude 4100 námořních mil při rychlosti 15 uzlů.